# Hibiya-Linie
| Hibiya-Linie             | Hibiya-Linie      |
| ------------------------ | ----------------- |
| Linienplan bis Juni 2020 |                   |
| Streckenlänge:           | 20,3 km           |
| Spurweite:               | 1067 mm (Kapspur) |
| Stromsystem:             | 1500 V =          |
| Streckengeschwindigkeit: | 80 km/h           |
|                          |                   |

Die Hibiya-Line (jap. 日比谷線, Hibiya-sen) ist eine U-Bahn-Linie in Tokio, Japan, die von der Tōkyō Metro verwaltet wird. Auf Karten erscheint sie in Grau ; die 22 Bahnhöfe tragen den Buchstaben H gefolgt von einer Zahl. In Plänen trägt die Linie die Nummer 2.
Die Züge der Hibiya-Linie verkehren zusammen mit der Tobu-Isesaki-Linie ab Kita-Senju. Der durchgehende Verkehr mit der von Tōkyū Dentetsu betriebenen Tōyoko-Linie ab Naka-Meguro wurde im März 2013 zugunsten der heute dort verkehrenden Fukutoshin-Linie beendet. Dennoch kann dort nach wie vor am gleichen Bahnsteig in die Züge der Tōyoko-Linie umgestiegen werden.

## Geschichte
Die Linie wurde, gemeinsam mit anderen U-Bahn-Linien, bereits im Jahr 1925 projektiert. Die U-Bahn-Pläne waren ein Teil des Wiederaufbauprogramms nach dem schweren Erdbeben von 1923, wurden jedoch vor dem Krieg nicht mehr realisiert.
Nach dem Krieg wurden die Planungen überarbeitet und 1957 mit dem Bau begonnen. Die Linie wurde, wegen schwierigen Bauarbeiten am Umsteige-Bahnhof Ginza, in Teilstrecken ab 1961 in Betrieb genommen, aber noch rechtzeitig zu den Olympischen Spielen im August 1964 komplettiert.
Ab 2017 wurden Bahnsteigtüren nachgerüstet. Dafür musste einheitliches Rollmaterial beschafft werden.
Am 6. Juni 2020, zum ersten Mal seit 56 Jahren, wurde auf der Strecke ein neuer Bahnhof – Toranomon Hills – in Betrieb genommen. Damit hat das neue Stadtviertel Toranomon Hills einen direkten U-Bahn-Anschluss erhalten.

## Fahrzeuge
Seit 2020 verkehren für Tokyo Metro ausschließlich 7-Wagen-Züge mit einer Wagenlänge von je zwanzig Metern und vier Türen pro Seite. Davor waren unter anderem Achtwagenzüge des Typs 03 im Einsatz. Diese Züge hatten einige Wagen mit fünf Türen pro Seite eingereiht, um die Kapazität zu erhöhen. Um die Bahnsteigtüren nutzen zu können, weisen die für die Durchbindung genutzten Züge der Privatbahn Tobu die gleichen Maße auf.

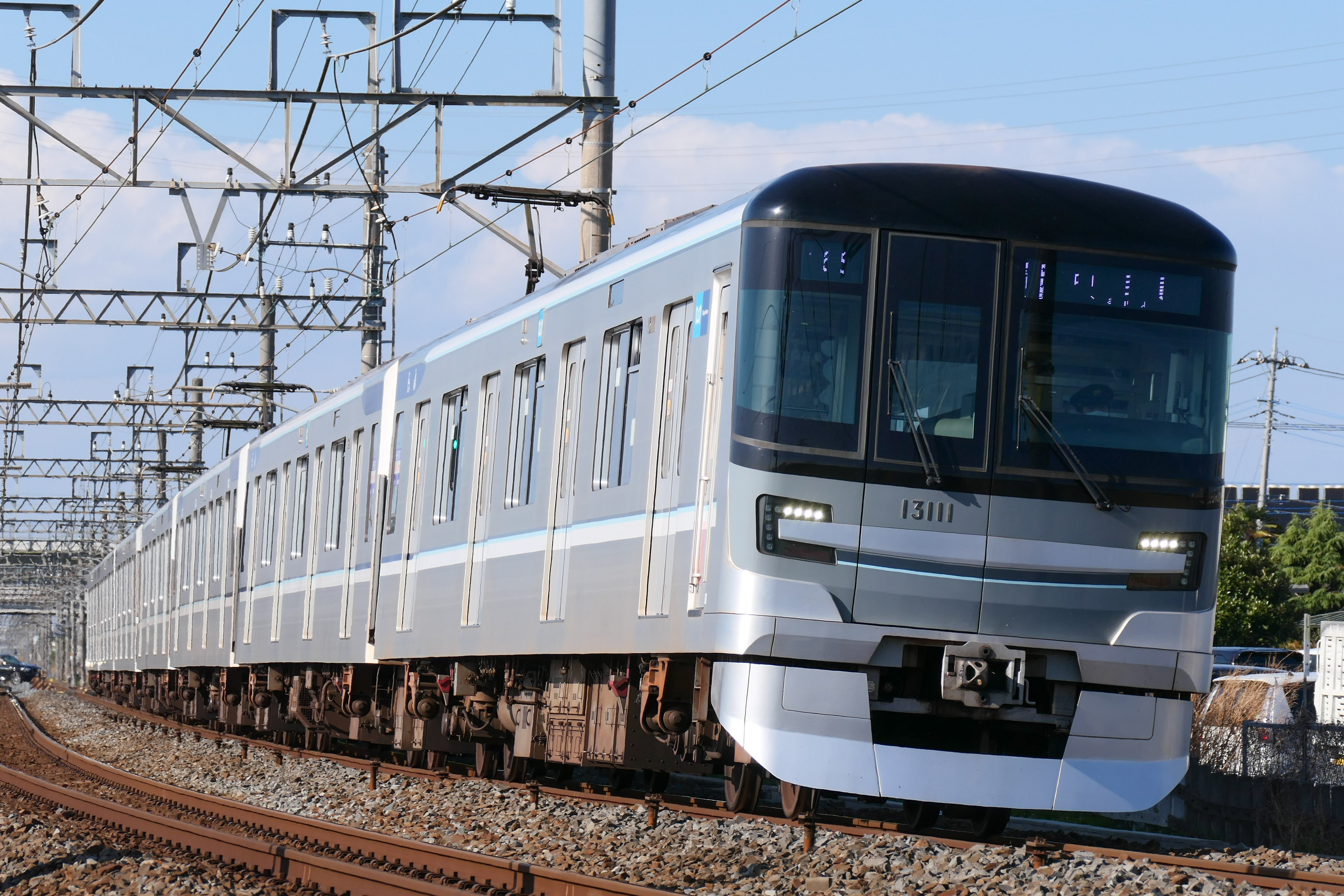
Tokyo Metro 13000, 44 Züge
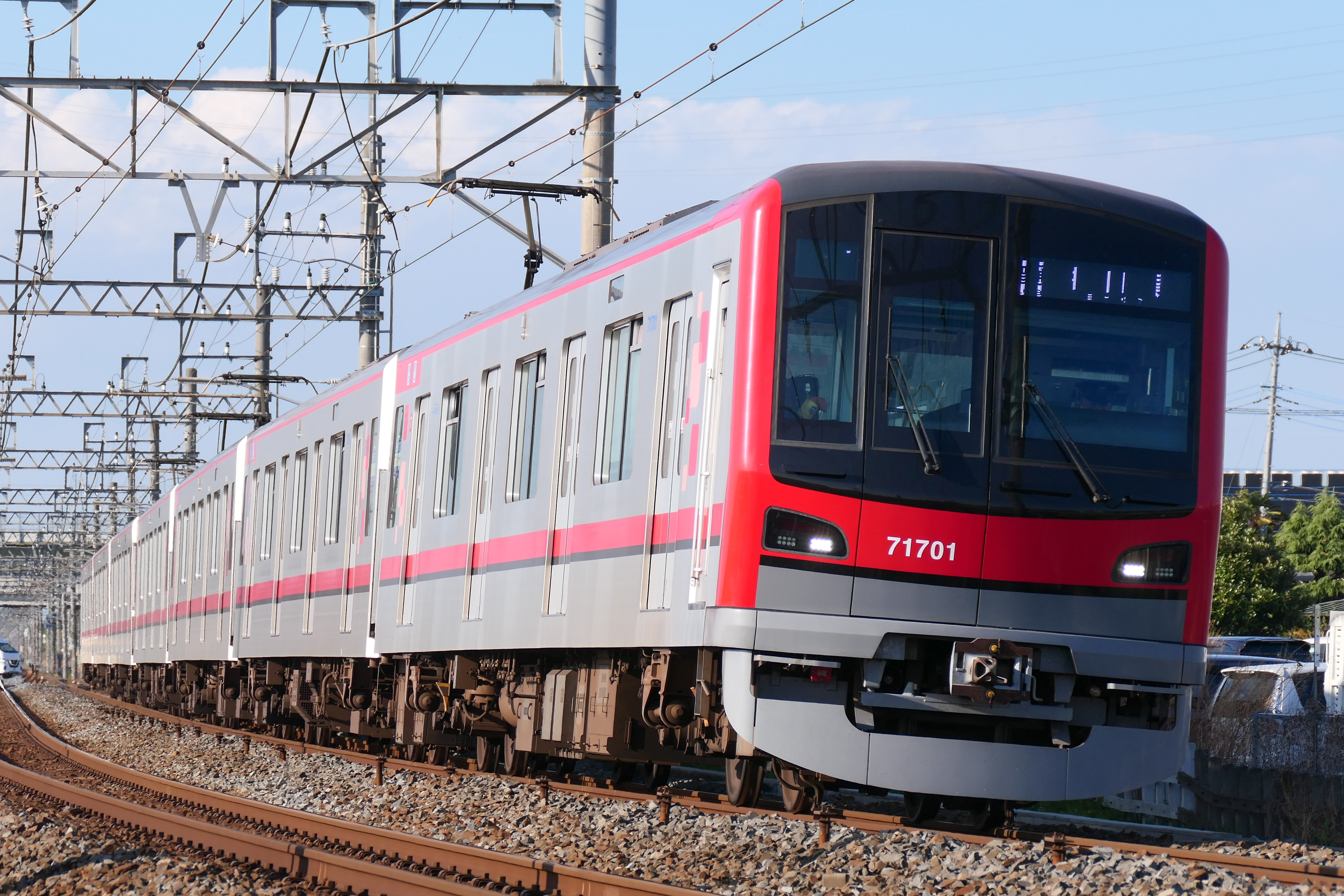
Tobu 70000, 18 Züge
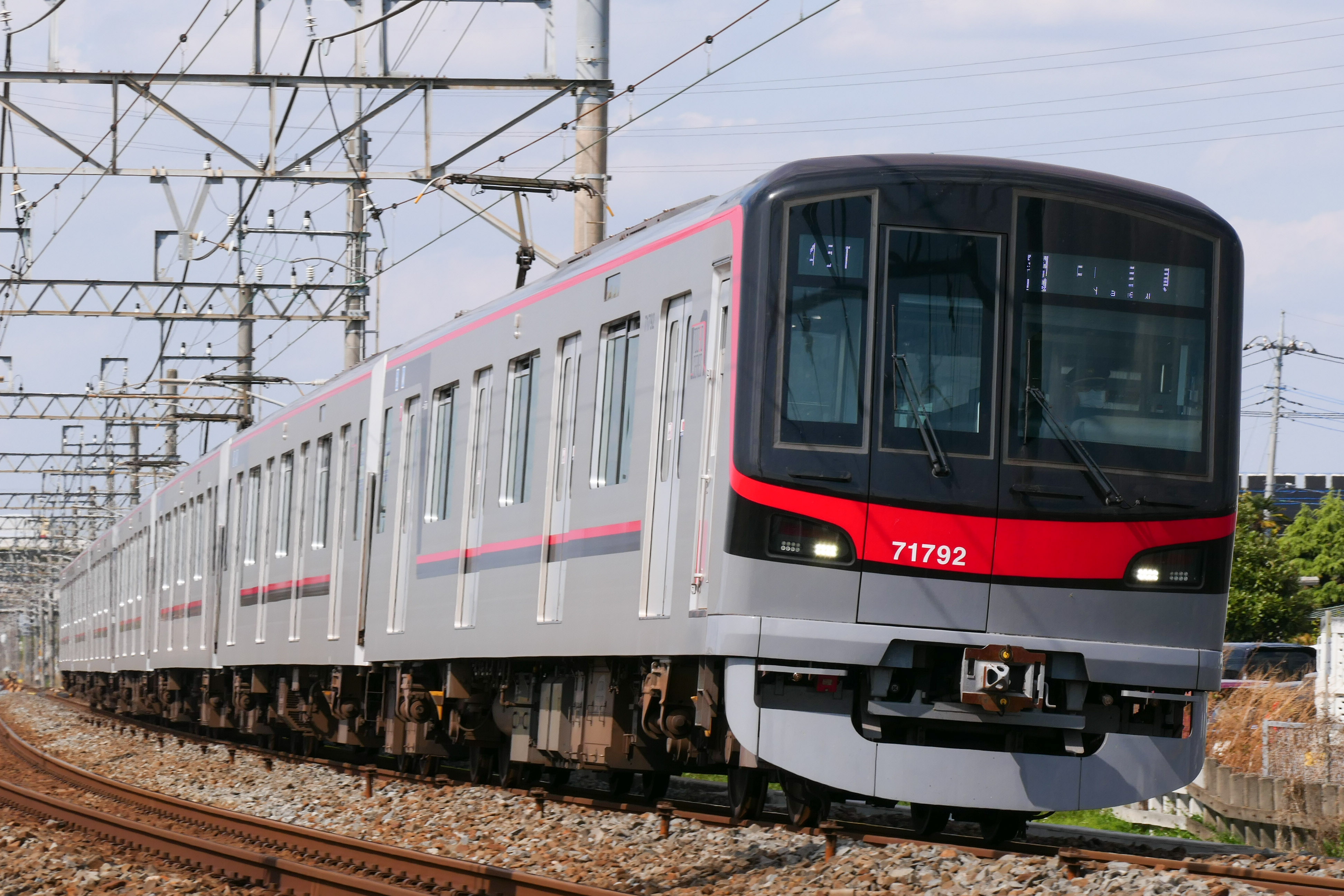
Tobu 70090, Version mit teilweiser Querbestuhlung, 4 Züge
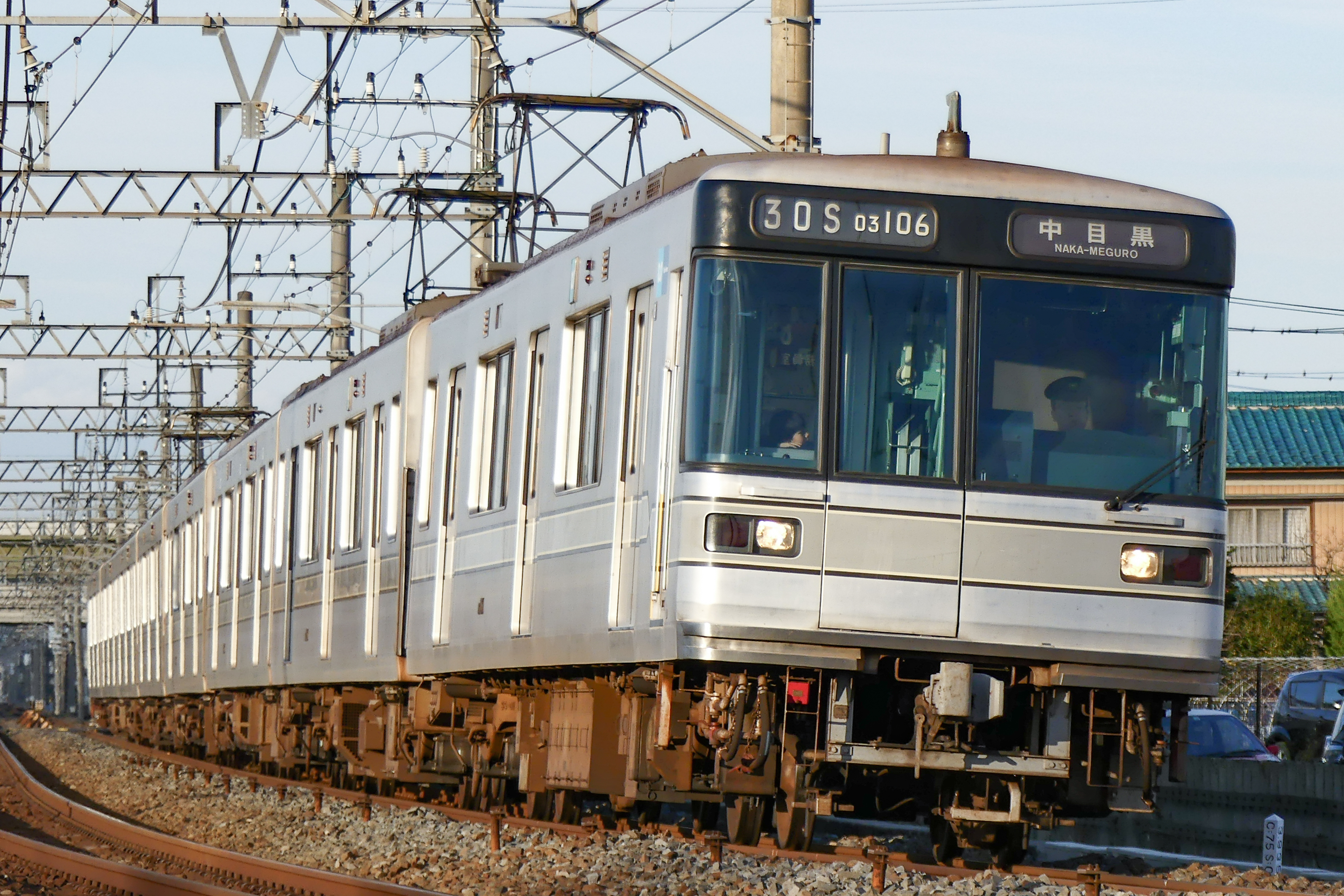
Tokyo Metro 03, inzwischen alle ausgemustert

## Bahnhöfe
| Nr.  | Bahnhof          | Japanisch    | Umsteigemöglichkeiten | Stadtbezirk |
| ---- | ---------------- | ------------ | --- | ----------- |
| H-01 | Naka-Meguro      | 中目黒       | Tōkyū: Tōyoko-Linie | Meguro      |
| H-02 | Ebisu            | 恵比寿       | JR East: Yamanote-Linie, Saikyō-Linie, Shōnan-Shinjuku-Linie | Shibuya     |
| H-03 | Hiroo            | 広尾         | | Minato      |
| H-04 | Roppongi         | 六本木       | Toei: Ōedo-Linie (E-23) | Minato      |
| H-05 | Kamiyachō        | 神谷町       | | Minato      |
| H-06 | Toranomon Hills  | 虎ノ門ヒルズ | | Minato      |
| H-07 | Kasumigaseki     | 霞ヶ関       | Tōkyo Metrō: Marunouchi-Linie (M-15), Chiyoda-Linie (C-08) | Chiyoda     |
| H-08 | Hibiya           | 日比谷       | Tōkyō Metro: Chiyoda-Linie (C-09), Yūrakuchō-Linie (Yūrakuchō: Y-18) Toei: Mita-Linie(I-08) JR East: Yamanote-Linie (Yūrakuchō), Keihin-Tōhoku-Linie (Yūrakuchō)                                                                  | Chiyoda     |
| H-09 | Ginza            | 銀座         | Tōkyō Metro: Ginza-Linie, Marunouchi-Linie (M-16) | Chūō        |
| H-10 | Higashi-ginza    | 東銀座       | Toei: Asakusa-Linie (A-11) | Chūō        |
| H-11 | Tsukiji          | 築地         | | Chūō        |
| H-12 | Hatchōbori       | 八丁堀       | JR East: Keiyō-Linie | Chūō        |
| H-13 | Kayabachō        | 茅場町       | Tōkyō Metro: Tōzai-Linie (T-11) | Chūō        |
| H-14 | Ningyōchō        | 人形町       | Toei: Asakusa-Linie (A-14) | Chūō        |
| H-15 | Kodenmachō       | 小伝馬町     | | Chūō        |
| H-16 | Akihabara        | 秋葉原       | JR East: Yamanote-Linie, Keihin-Tōhoku-Linie, Chūō-Sōbu-Linie MIR: Tsukuba-Express (01) | Chiyoda     |
| H-17 | Naka-Okachimachi | 仲御徒町     | Tōkyō Metro: Ginza-Linie (Ueno-Hirokōji: G-15) Toei: Ōedo-Linie (Ueno-Okachimachi: E-09) JR East: Yamanote-Linie (Okachimachi), Keihin-Tōhoku-Linie (Okachimachi)                                                                 | Taitō       |
| H-18 | Ueno             | 上野         | Tōkyō Metro: Ginza-Linie (G-16) JR East: Tōhoku-Shinkansen, Jōetsu-Shinkansen, Hokuriku-Shinkansen, Utsunomiya-Linie, Takasaki-Linie, Jōban-Linie (Express), Yamanote-Linie, Keihin-Tōhoku-Linie Keisei: Hauptlinie (Keisei-Ueno) | Taitō       |
| H-19 | Iriya            | 入谷         | | Taitō       |
| H-20 | Minowa           | 三ノ輪       | Arakawa-Linie (Minowabashi) | Taitō       |
| H-21 | Minami-Senju     | 南千住       | JR East: Jōban-Linie (Express) MIR: Tsukuba Express | Arakawa     |
| H-22 | Kita-Senju       | 北千住       | Tōkyō Metro: Chiyoda-Linie JR East: Jōban-Linie (Express) Tōbu: Isesaki-Linie (über Tōbu-dōbutsu-kōen) MIR: Tsukuba Express | Adachi      |